# Yponomeuta cagnagella
Yponomeuta cagnagella es una especie de polilla del género Yponomeuta, familia Yponomeutidae, orden Lepidoptera. Fue descrita científicamente por Hübner en 1813.

## Descripción
La envergadura es de 19-26 milímetros.

## Distribución
Se distribuye por Países Bajos, Alemania, Reino Unido, Suecia, Francia, Dinamarca, Austria, Estonia, Canadá, Finlandia, Estados Unidos, Luxemburgo, Suiza, Bélgica, Rusia, Noruega, Portugal, Georgia, Italia, España, Turquía, Chequia, Croacia, Polonia, Hungría, Lituania, Eslovenia, Bielorrusia, Eslovaquia y Ucrania.

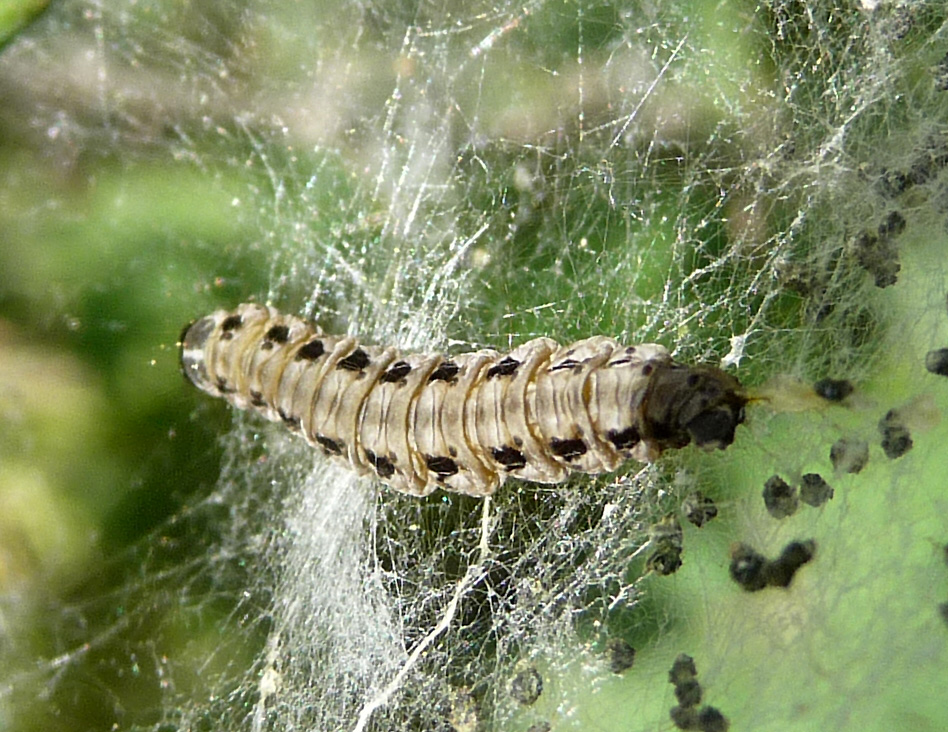
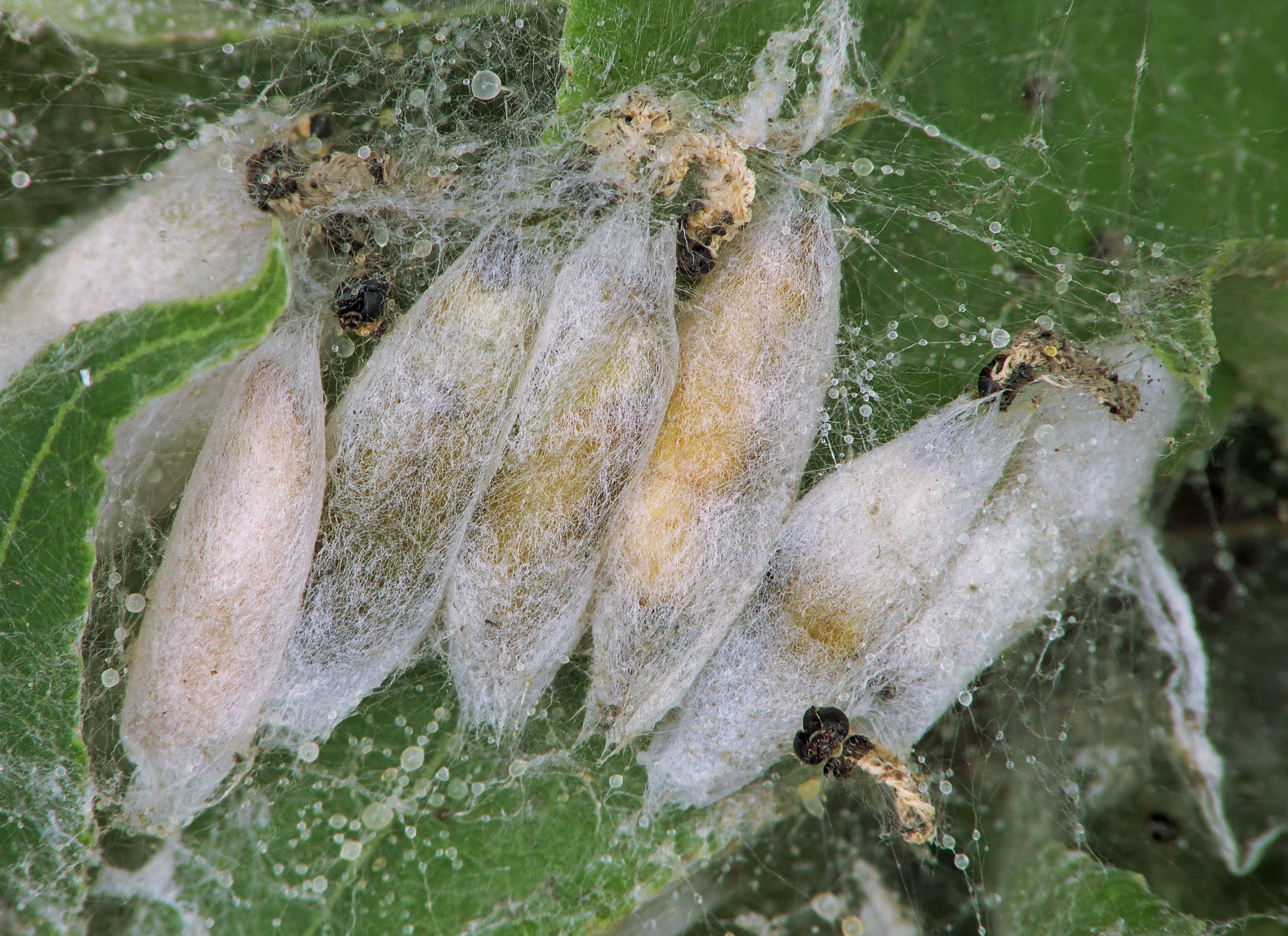
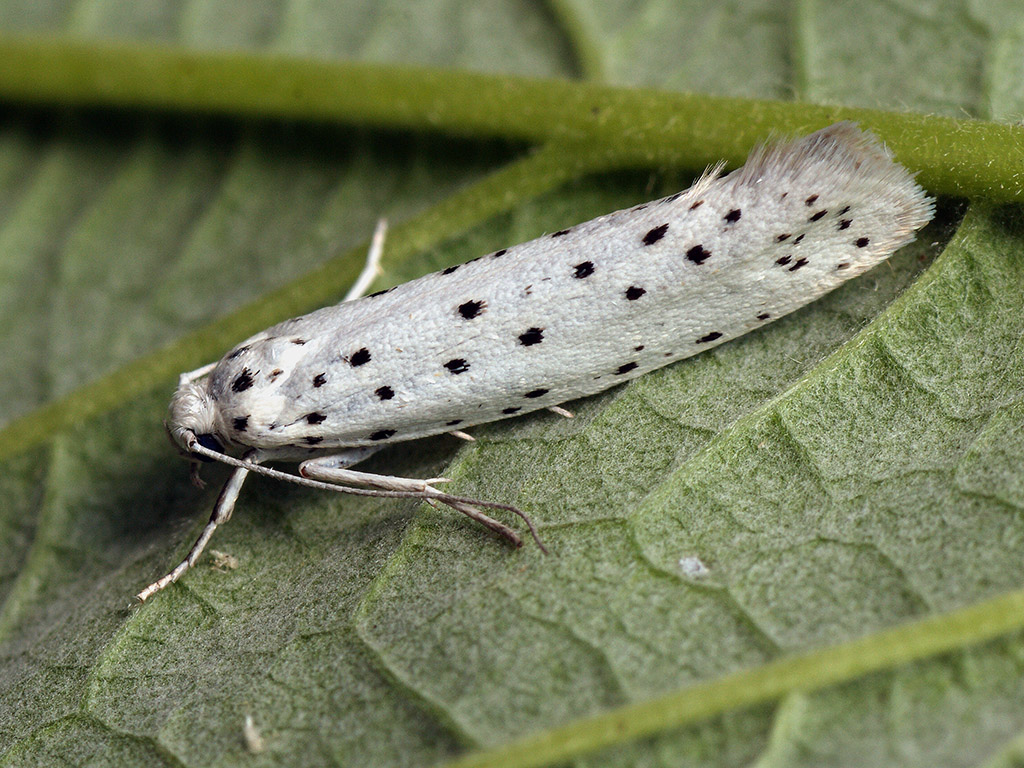
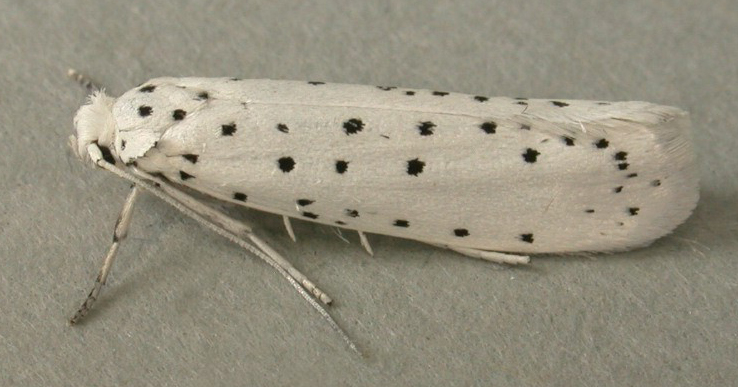
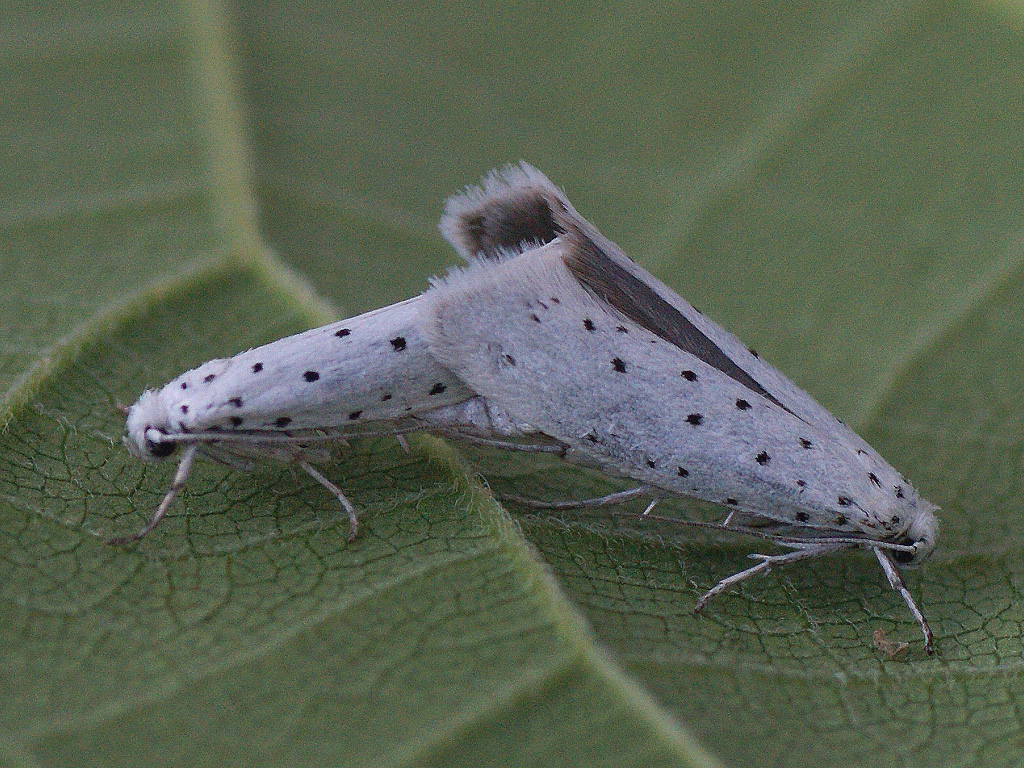